# Kapucinusok Szent Kereszt temploma

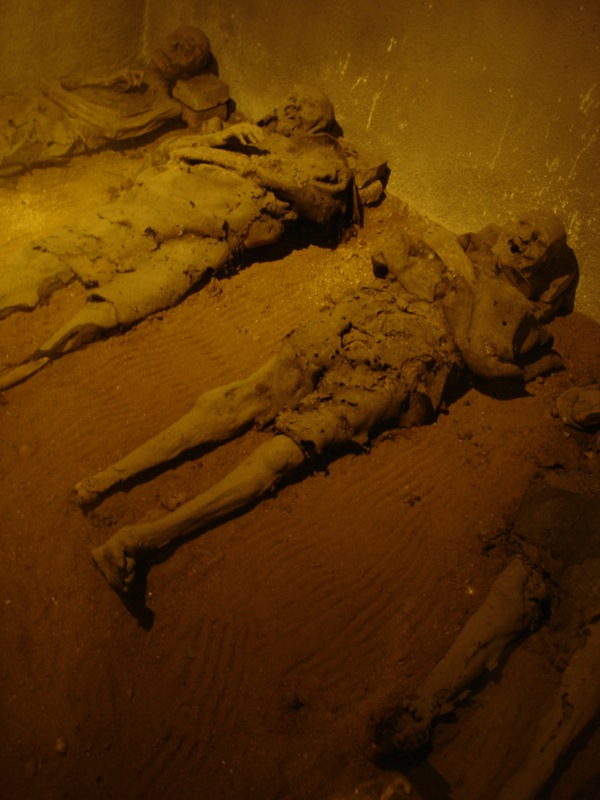
A kripta

A Kapucinusok Szent Kereszt temploma (csehül: Kostel Nalezení svatého Kříže) egy római katolikus templom morvaországi Brno városában (Csehország).

## Leírás
A templom a Kapucinusok terén (Kapucínské náměstí) áll. 1648 és 1651 között építették barokk stílusban. Fő látnivalója a „zsugorított barátok” kriptája. A kriptában eredetileg 153 kapucinus szerzetes 200 éves, mumifikálódott és összezsugorodott teste feküdt. Ma már csak 40 látható. A különös jelenség magyarázata a kripta klímája és szellőzőrendszere. Az egyik üvegkoporsóban Trenck Ferenc báró (1711–1749) pandúrezredes tetemét is megtekinthetjük.